# Meïssa Gaye
Pour les articles homonymes, voir Meïssa et Gaye (homonymie).
Meïssa Gaye (1892-1982) est généralement considéré comme le « père » de la photographie au Sénégal.

## Biographie
Il est né en 1892 à Saint-Louis et a réalisé de nombreux portraits.